# Перде
 Тази статия е за текстилния продукт.  За заболяването на окото вижте Катаракта.  
Перде и завеса са два вида свободно висящ текстил, закачен в горния край на различни устройства, осигуряващи движение встрани по корниз или спускане и вдигане. Предназначени са да закриват прозорци, ниши, помещения, сцени и др.
Съществуват различни техники, механизми и корнизи, осигуряващи движението на пердетата и завесите. Когато платът е захванат и в долния край, т.е. не е свободно падащ, тогава устройството се нарича щора.

## Перде
Пердето се прави от прозрачен или полупрозрачен плат, който пропуска светлина и служи за декоративно покриване на прозорците.
Пердетата са с изключително разнообразие на цветове, форми и декоративни елементи.

## Завеса
Завесата е от по-плътен плат, непропускащ светлина. Функцията ѝ освен декоративна е да затъмнява, както и частична шумо- и топлоизолация, осигурявайки комфорт в помещението.
Театралните завеси се изработват обикновено от тежък плътен червен плат, често със златисти ресни покрая.
Завеса от изкуствена водоустойчива материя се ползва в баните, за да не се мокри помещението при ползване на душа.

## Балдахин
Балдахинът (на френски: baldaquin) е вид вътрешна декорация от плат, който се слага около и над легло или трон. Балдахинът може да е от всякакъв плат (подобен на перде или завеса), а закрепването може да подвижно или фиксирано. При леглата служи и за предпазване от комари, поради което често се поставя на детски легла.

## Аксесоари
- Корниз
- Кукички
- Перделък – лента, на която се закачат кукичките, които свързват пердето или завесата с корниза. Пришива се в горния край на плата.
- Тежести
- Декоративни елементи